# АЭС Хатч
АЭС Хатч (Эдвин И. Хатч) (англ. Edwin I. Hatch Nuclear Power Plant) — действующая атомная электростанция на юго-востоке США.  
Станция расположена в округе Аплинг штата Джорджия. 

## Информация об энергоблоках
| Энергоблок | Тип реакторов       | Мощность | Мощность | Начало строительства | Физпуск    | Подключение к сети | Ввод в эксплуатацию | Закрытие |
| Энергоблок | Тип реакторов       | Чистый   | Брутто   | Начало строительства | Физпуск    | Подключение к сети | Ввод в эксплуатацию | Закрытие |
| ---------- | ------------------- | -------- | -------- | -------------------- | ---------- | ------------------ | ------------------- | -------- |
| Хатч-1     | BWR, BWR-4 (Mark 1) | 876 МВт  | 911 МВт  | 30.09.1968           | 12.09.1974 | 11.11.1974         | 31.12.1975          | —        |
| Хатч-2     | BWR, BWR-4 (Mark 1) | 883 МВт  | 921 МВт  | 01.02.1972           | 04.07.1978 | 22.09.1978         | 05.09.1979          | —        |